# Kiltiernan Turlough SAC
Kiltiernan Turlough SAC este o arie protejată (sit de importanță comunitară — SCI) din Irlanda întinsă pe o suprafață de 52,41 ha, integral pe uscat.

## Localizare
Centrul sitului Kiltiernan Turlough SAC este situat la coordonatele 53°10′38″N 8°51′02″W / 53.177198°N 8.850539°V.

## Înființare
Situl Kiltiernan Turlough SAC a fost declarat sit de importanță comunitară în mai 1998 pentru a proteja 7 specii de animale.

## Biodiversitate
Situată în ecoregiunea atlantică, aria protejată conține 1 habitat natural: Turlough.
La baza desemnării sitului se află mai multe specii protejate de  păsări (7): rață pitică (Anas crecca), rață fluierătoare (Anas penelope), rață-cu-cap-castaniu (Aythya ferina), rața moțată (Aythya fuligula), Cygnus columbianus bewickii, ploier auriu (Pluvialis apricaria), nagâț (Vanellus vanellus).
Pe lângă speciile protejate, pe teritoriul sitului au mai fost identificate 2 specii de plante.